# Patrick J. Michaels

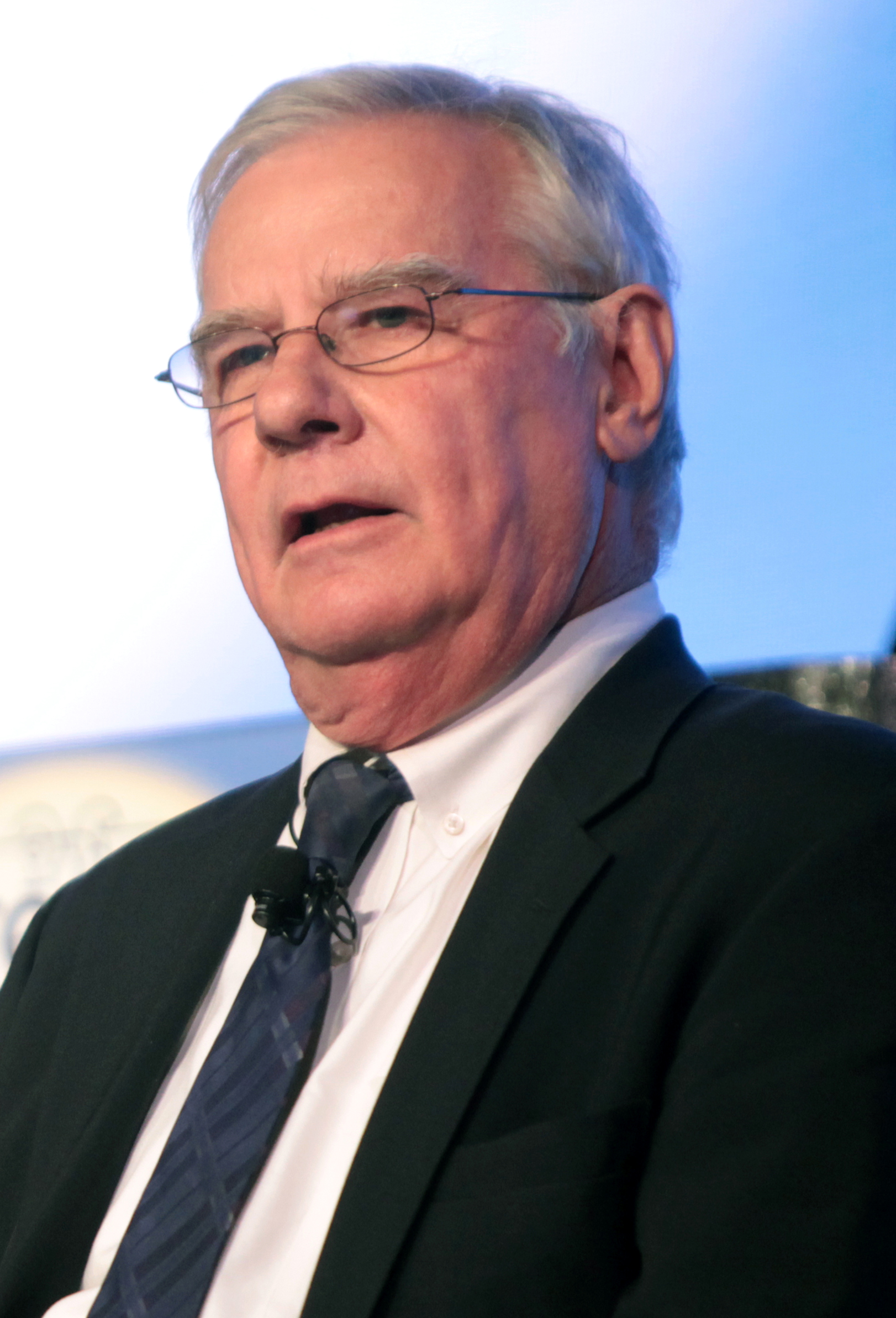
Patrick J. Michaels

Patrick Joseph Michaels (* 15. Februar 1950 Berwyn, Illinois; † 15. Juli 2022 in Washington, D.C.) war ein US-amerikanischer Agrarklimatologe. Er war Emeritus im Bereich Umweltwissenschaften der University of Virginia und war bis 2019 Senior Fellow am Cato Institute. Er zählte zu den wenigen Klimawandelleugnern, die in Bezug auf ihre akademische Ausbildung eine echte Fachkenntnis in der Klimaforschung aufweisen können. Zugleich galt er als einer der aktivsten „klimaskeptischen“ Wissenschaftler (englisch Contrarians), die den menschengemachten Klimawandel bestreiten.

## Leben und Wirken
Michaels war Präsident der American Association of State Climatologists und Leiter des Komitees für Angewandte Klimatologie der American Meteorological Society. Laut Cato-Institute soll er Koautor und Reviewer von Sachverstandsberichten des Intergovernmental Panel on Climate Change gewesen sein. Michaels studierte Biologie und Pflanzenökologie an der University of Chicago und promovierte 1979 in ökologischer Klimatologie an der University of Wisconsin–Madison.
Er hat zu dem Thema neben wissenschaftlichen Veröffentlichungen eine Reihe von populärwissenschaftlichen Büchern veröffentlicht und ist regelmäßig in den amerikanischen Massenmedien präsent. Der von ihm mitverfasste World Climate Report wurde von der Greening Earth Society herausgegeben, einer Klimaleugnerorganisation, die wiederum von dem Kohleproduzentenverband Western Fuels Association gegründet wurde. Western Fuels bezahlte ihm sowohl die Publikation als auch den Vertrieb des Reports. Er war ebenfalls einer der wissenschaftlichen Sprecher des Information Council on the Environment, einer weiteren von der Kohlebranche aufgelegten Klimaleugnerorganisation, deren zentrales Ziel es war, die globale Erwärmung vom Fakt zur bloßen Theorie umzudeuten. Für das ICE trat er unter anderem auch in Fernseh- und Radiosendungen auf und legte dabei den Zuhörern nahe, dass niemand wüsste, ob die globale Erwärmung ein Problem sei. Michaels ist ebenso Mitglied der CO2 Coalition, einer u. a. vom Kohlekonzern Peabody Energy finanzierten Klimaleugnerorganisation, die behauptet, dass die Menschen mehr vom Treibhausgas Kohlendioxid freisetzen sollten.
In den 1990er Jahren trat er auch dem Fachbeirat der The Advancement of Sound Science Coalition (TASSC) bei, einer vom Tabakkonzern Philip Morris gegründeten Astroturfing-Organisation, deren Hauptziel es war, die Gesundheitsgefahren des Passivrauchens zu bestreiten. Er bestritt auch noch bis mindestens ins Jahr 2000 den wissenschaftlichen Kenntnisstand, dass das Ozonloch durch den Einsatz von FCKWs entstanden war, und machte stattdessen Vulkane für die beobachtete Ozonabnahme verantwortlich.
Michaels erhielt spätestens seit Mitte der 1990er Jahre Forschungsgelder aus der Fossilenergiebranche in fünf bis sechsstelliger Höhe und agierte häufig als Sprachrohr der Kohleindustrie. Es bestanden ebenfalls finanzielle Verbindungen zur Ölindustrie: Nach eigenen Angaben machte der Anteil an Forschungsgeldern, der aus der Ölbranche kam, in der Vergangenheit ca. 40 % seiner gesamten Forschungsfinanzierung aus. Michaels wurden darüber hinaus Verbindungen zu mindestens 11 von ExxonMobil finanzierten Organisationen nachgewiesen, darunter das Cato Institute, das Committee for a Constructive Tomorrow, das Competitive Enterprise Institute, das George C. Marshall Institute und das Heartland Institute.
Kritikern zufolge war die „Klimaskepsis“ für Michaels ein „durchaus lukratives Geschäft“ geworden. Unter anderem erhielt er 100.000 Dollar von der Intermountain Rural Electric Association, um den menschlichen Anteil an der globalen Erwärmung herunterzuspielen und die Öffentlichkeit hinsichtlich ihres Verständnisses zur menschengemachten Erderwärmung zu verwirren. Eine weitere seiner Studien wurde mit 98.000 Dollar vom Gesamtverband des deutschen Steinkohlenbergbaus mitfinanziert.
1998 attackierte Michaels bei einer Aussage vor dem US-Kongress den Klimaforscher James E. Hansen. Hierbei setzte Michaels auf die Technik des Rosinenpickens. Hansen hatte 1988 bei einer Aussage vor dem US-Kongress drei verschiedene Projektionen für die weltweite Temperaturentwicklung erstellt, die jeweils auf unterschiedlichen Annahmen für den weltweiten Kohlenstoffdioxidausstoß beruhten. Ein Emissionsszenario basierte auf einem exponentiellen Wachstum der Emissionen, eines auf einem Business-as-Usual-Szenario und eines ging von einem vollständigen Emissionsstop im Jahr 2000 aus. 10 Jahre später führte Michaels nur die extremste von Hansens Projektionen an, ignorierte die beiden anderen vollständig und behauptete anschließend, dass sich Hansen um 300 % geirrt habe. Tatsächlich hatte Hansen nur das mittlere Emissionsszenario in seiner Rede verwendet, das der tatsächlichen Temperaturentwicklung sehr nahekam.
Die vom damaligen US-Präsidenten Obama angestrebte Einführung eines Emissionshandelssystems für Treibhausgase kritisierte Michaels als „Obamunismus“, ein Wortspiel aus Obama und Kommunismus.

## Publikationen (Auszug)

### Veröffentlichungen
- P.J. Michaels, S.F. Singer, P.C. Knappenberger, J.B. Kerr, C.T. McElroy: Analyzing ultraviolet-B radiation--is there a trend? In: Science. 264. Jahrgang, Nr. 5163, 1994, S. 1341–1343, doi:10.1126/science.264.5163.1341, bibcode:1994Sci...264.1341M.
- Patrick J. Michaels, Paul C. Knappenberger: Human effect on global climate? In: Nature. 384. Jahrgang, Nr. 6609, 1996, S. 522–523, doi:10.1038/384522b0, bibcode:1996Natur.384..522M.
- Patrick J. Michaels, Robert C. Balling Jr., Paul C. Knappenberger: Analysis of trends in the variability of daily and monthly historical temperature measurements. In: Climate Research. 10. Jahrgang, 1998, ISSN 0936-577X, S. 27–33, doi:10.3354/cr010027 (int-res.com [PDF]).
- Robert E. Davis, Paul C. Knappenberger, Wendy M. Novicoff, Patrick J. Michaels: Decadal changes in heat-related human mortality in the eastern United States. In: Climate Research. 22. Jahrgang, 2002, ISSN 0936-577X, S. 175–184, doi:10.3354/cr022175 (int-res.com [PDF]).
- R.E. Davies, P.C. Knappenberger, P.J. Michaels, W.M. Novicoff: Changing Heat-Related Mortality in the United States. In: Environmental Health Perspectives. 111. Jahrgang, 2003, doi:10.1289/ehp.6336 (questia.com).

### Bücher
- Patrick J. Michaels: Sound and Fury: The Science and Politics of Global Warming. Cato Institute, 1992, ISBN 0-932790-89-5, S. 196 (englisch).
- Patrick J. Michaels: The Satanic Gases. Cato Institute, 2000, ISBN 1-882577-92-2, S. 224.
- Patrick J. Michaels: Meltdown: The Predictable Distortion of Global Warming by Scientists, Politicians, and the Media. Cato Institute, 2005, ISBN 1-930865-79-1, S. 280.
- Patrick J. Michaels: Shattered Consensus: The True State of Global Warming. Rowman & Littlefield, 2005, ISBN 0-7425-4923-2, S. 304.
- Patrick J. Michaels: Climate of Extremes: Global Warming Science They Don't Want You to Know. Cato Institute, 2009, ISBN 1-933995-23-8, S. 250.